# Psilopogon eximius
Psilopogon eximius е вид птица от семейство Megalaimidae.

## Разпространение
Видът е разпространен в Индонезия и Малайзия.